# Katherine St. John
Pour les articles homonymes, voir Saint John.
Katherine St. John est une bioinformaticienne américaine, professeure au CUNY Graduate Center Department of Computer Science et au Lehman College Department of Mathematics and Computer Science. Elle est membre du corps professoral du Consortium de New York en primatologie évolutive.

## Formation et carrière
Elle obtient son doctorat en 1995 à l'université de Californie à Los Angeles, avec une thèse intitulée « Logic of Recursion », sous la direction de Yiannis Moschovakis.
Elle est professeure au CUNY Graduate Center Department of Computer Science et au Lehman College Department of Mathematics and Computer Science. Elle est membre du corps professoral du Consortium de New York en primatologie évolutive.
Ses recherches portent sur la phylogénétique, l'analyse et la visualisation d'arbres, les structures aléatoires et les algorithmes.

## Prix et distinctions
En 2007, elle a été choisie pour être conférencière AWM / MAA Falconer où elle a fait une présentation sur « Comparing Evolutionary Trees »,.

## Publications
- (en) Sean Cleary et Katherine St. John, « Rotation distance is fixed-parameter tractable », Information Processing Letters, vol. 109, no 16,‎ 2009, p. 918–922 (DOI 10.1016/j.ipl.2009.04.023, MR 2541971, arXiv 0903.0197).